# Iekaterina Kousinch
Iekaterina Ivanovna Kousinch (en russe : Екатерина Ивановна Кусиньш) (née Pevtsova le 2 novembre 1984 à Lipetsk) est une ancienne joueuse de volley-ball russe. Elle mesure 1,84 m et jouait au poste de centrale. 

## Clubs
| Club            | De        | À         |
| --------------- | --------- | --------- |
| Stinol Lipetsk  | 2000-2001 | 2007-2008 |
| Indesit Lipetsk | 2008-2009 | 2008-2009 |
| VK Voronej      | 2009-2010 | 2009-2010 |
| Indesit Lipetsk | 2010-2011 | 2012-2013 |